# Wolfville
Wolfville é um município localizado na província da Nova Escócia, no leste do Canadá.  Sua população é de 4.195 habitantes.